# Mark Nicholls
Mark Nicholls (Hillingdon, 30 maggio 1977) è un allenatore di calcio ed ex calciatore inglese, di ruolo attaccante.

## Carriera

### Club
Dopo aver giocato nel settore giovanile del Chelsea fino al 1996 (ad eccezione della stagione 1994-1995, trascorsa in prestito nella prima squadra dei semiprofessionisti del Chertsey Town), nella stagione 1996-1997 fa il suo esordio in prima squadra (e più in generale tra i professionisti) con i londinesi, giocando 8 partite nella prima divisione inglese e 2 partite in Coppa di Lega; nella stagione 1997-1998 gioca con maggior continuità, disputando 18 partite in Premier League (con anche 3 gol segnati), una partita in FA Cup, 2 partite in Coppa di Lega ed anche 2 partite nella vittoriosa Coppa delle Coppe. L'anno seguente gioca in totale ulteriori 16 partite (9 in campionato, 3 in FA Cup, 2 in Coppa di Lega ed una in Coppa delle Coppe. Nella stagione 1999-2000 disputa una partita in Champions League ed una partita in Coppa di Lega, per poi essere ceduto in prestito prima al Reading (in terza divisione) e poi al Grimsby Town (in seconda divisione). L'anno seguente passa invece in prestito al Colchester Utd, in terza divisione.
Nell'estate del 2001, dopo aver fatto parte della rosa dei Blues per l'intera stagione 2000-2001 ma senza giocare ulteriori partite ufficiali, si svincola dal Chelsea; nella stagione 2001-2002 gioca con 5 diversi club: dopo un breve periodo sotto contratto con l'Aldershot Town (con cui non scende mai in campo in partite ufficiali), disputa infatti una partita nella seconda divisione scozzese con il Partick Thistle, poi trascorre alcuni mesi al Torquay Utd nella quarta divisione inglese e, dopo 2 presenze con altrettante reti nella quarta divisione scozzese all'Hamilton Academical, si accasa al Clydebank, club della terza divisione scozzese, con cui conclude la stagione. Nella stagione 2002-2003 gioca invece per un breve periodo con i semiprofessionisti del Chesham United per poi accasarsi il 23 agosto 2002 al Maidenhead Utd, club di Conference South (sesta divisione inglese), con cui realizza 2 reti in 18 presenze. Dopo aver trascorso la stagione 2003-2004 al Northwood, club di Isthmian League (settima divisione), nella stagione 2004-2005 realizza 11 reti in 22 presenze nella medesima categoria con la maglia dell'Hendon. Nel febbraio del 2005 lascia l'Hendon e passa all'Uxbridge, dove rimane fino al termine della stagione 2005-2006, al termine della quale si accasa all'Hayes. Negli anni seguenti gioca nuovamente con Northwood ed Uxbridge, oltre che nel Beaconsfield SYCOB, nei Walton Casuals, nel North Greenford United e nel Southall, club in cui gioca nella stagione 2015-2016, al termine della quale termina momentaneamente la carriera, salvo poi tornare per un breve periodo a giocare nel 2019, nuovamente al North Greenford United.

### Allenatore
Nella stagione 2004-2005 ha allenato l'Hendon, club di cui era contemporaneamente anche giocatore. Dal 2011 al 2013 ha lavorato come vice di Neil Shipperley al North Greenford United, club di cui era contemporaneamente anche giocatore. Nella stagione 2020-2021 e nella prima parte della stagione 2021-2022 allena i dilettanti del Clacton.

## Palmarès

### Giocatore

#### Competizioni nazionali
- Coppa d'Inghilterra: 1

Chelsea: 1996-1997
- Coppa di Lega inglese: 1

Chelsea: 1997-1998
- Community Shield: 1

Chelsea: 2000

#### Competizioni regionali
- Mick Burgess Memorial Trophy:1

Walton Casuals: 2010-2011

#### Competizioni internazionali
- Coppa delle Coppe: 1

Chelsea: 1997-1998
- Supercoppa UEFA: 1

Chelsea: 1998